# Декстрометорфан
Декстрометорфа́н (англ. Dextromethorphan, лат. Dextromethorphanum) — синтетичний препарат, що є похідним леворфанолу, є стимулятором опіатних рецепторів та правообертаючим ізомером опійного наркотику морфінану та належить до групи протикашлевих препаратів. Декстрометорфан застосовується перорально як самостійний препарат, так і в комбінації з фенілефрином, парацетамолом, гвайфенезином та низкою інших лікарських препаратів Декстрометорфан запатентований у 1949 році компанією «Hoffmann-La Roche», та застосовується у клінічній практиці з 1953 року.

## Фармакологічні властивості
Декстрометорфан — синтетичний препарат, що є похідним леворфанолу та належить до групи протикашлевих препаратів. Механізм дії препарату полягає у пригніченні кашльового центру в центральній нервовій системі, що призводить до пригнічення кашльового рефлексу та зменшення кашлю без пригнічення дихального центру. Декстрометорфан також є агоністом σ1- та σ2-опіатних рецепторів та інгібіторів зворотного захоплення серотоніну, антагоністом глутаматних NMDA-рецепторів та α3β4-нікотинових рецепторів. Декстрометорфан застосовується як протикашльовий препарат рідше як самостійний лікарський засіб, частіше в комбінації з іншими протизапальними та протикашльовими препаратами. Хоча й декстрометорфан не спричинює фізичної залежності, та іноді застосовується для лікування опійної наркоманії у комбінації з хінідином, проте він спричинює появу ейфорії, галюцинацій, а також втрату сприйняття власної особи, часу і простору, тому часто застосовується з немедичною метою для отримання наркотичного сп'яніння як рекреаційний наркотик.

### Фармакокінетика
Декстрометорфан швидко й добре всмоктується після перорального застосування, проте біодоступність препарату становить лише 11 % у зв'язку з ефектом першого проходження препарату через печінку. початок дії препарату спостерігається за 10—30 хвилин після прийому препарату, максимальна концентрація в крові досягається протягом 2 годин після прийому. Декстрометорфан проникає через гематоенцефалічний бар'єр, через плацентарний бар'єр, та виділяється в грудне молоко. Метаболізується препарат у печінці з утворенням як активних, так і неактивних метаболітів. Виводиться препарат із організму у вигляді метаболітів із сечею. Період напіввиведення декстрометорфану варіює, і становить 2—4 години у осіб із швидким метаболізмом, та 24 години в осіб із повільним метаболізмом, при порушенні функції печінки цей час може збільшуватися.

## Покази до застосування
Декстрометорфан застосовується для лікування сухого кашлю різної етіології.

## Побічна дія
При застосуванні декстрометорфану можуть спостерігатися наступні побічні ефекти: сонливість, запаморочення, нудота, алергічні реакції, шкірний висип, набряк Квінке, кропив'янка, гіперемія шкіри, біль у животі, артеріальна гіпотензія. При передозуванні препарату при немедичному застосуванні спостерігаються галюцинації, параноїдний синдром, нудота, блювання, виражена загальна слабкість, загострення гастриту або виразкової хвороби, депресія, енцефалопатія, соціопатія, панкреатит, токсичний гепатит. При передозуванні препарату застосовується специфічний антидот налоксон.

## Протипокази
Декстрометорфан протипоказаний при підвищеній чутливості до препарату, бронхіальній астмі, можливому розвитку дихальної недостатності, одночасному застосуванні муколітичних засобів, інгібіторів моноамінооксидази, фуразолідону, прокарбазину, селегіліну.

## Форми випуску

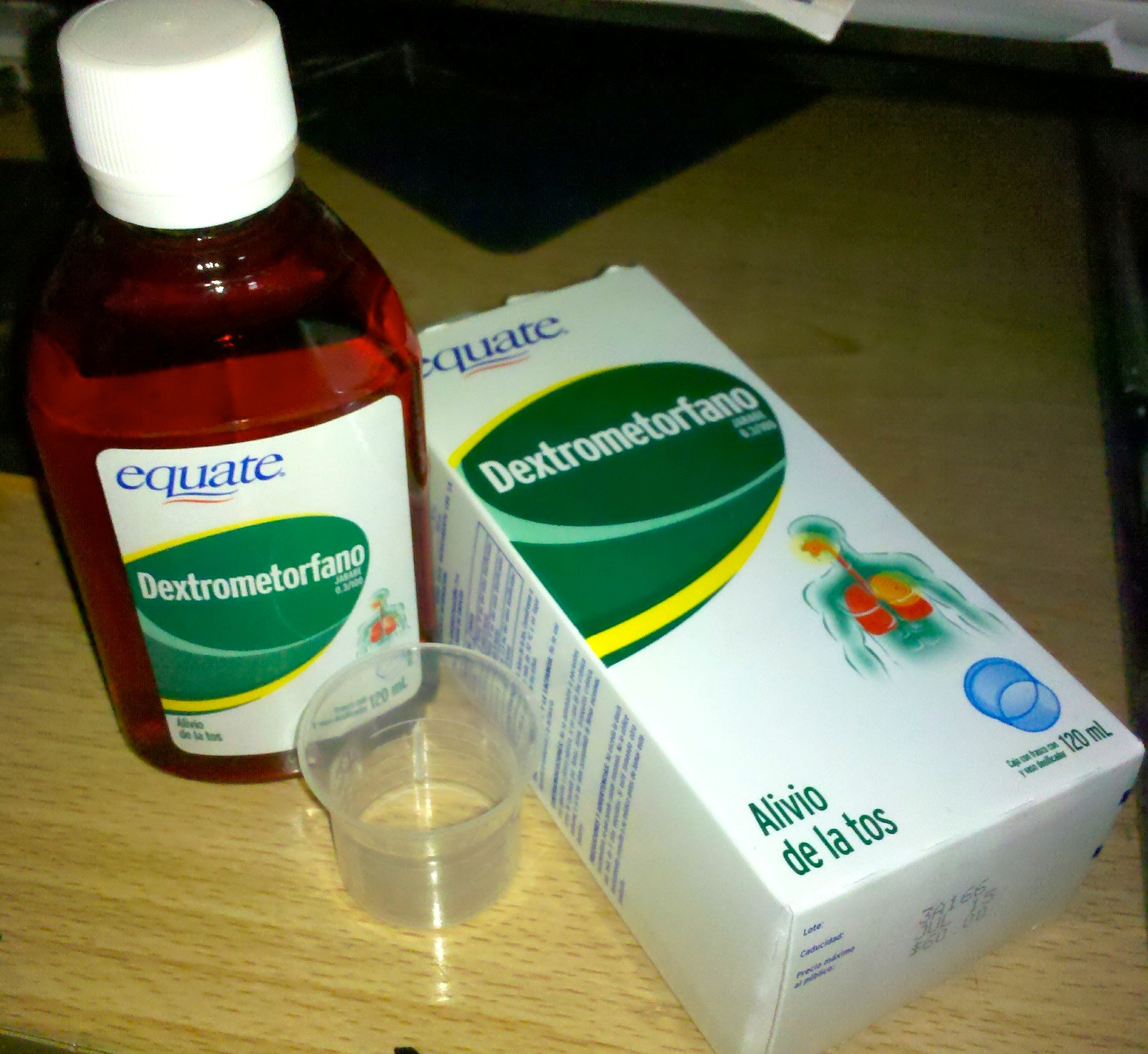
Іспанський препарат Декстрометорфано із Декстрометорфаном
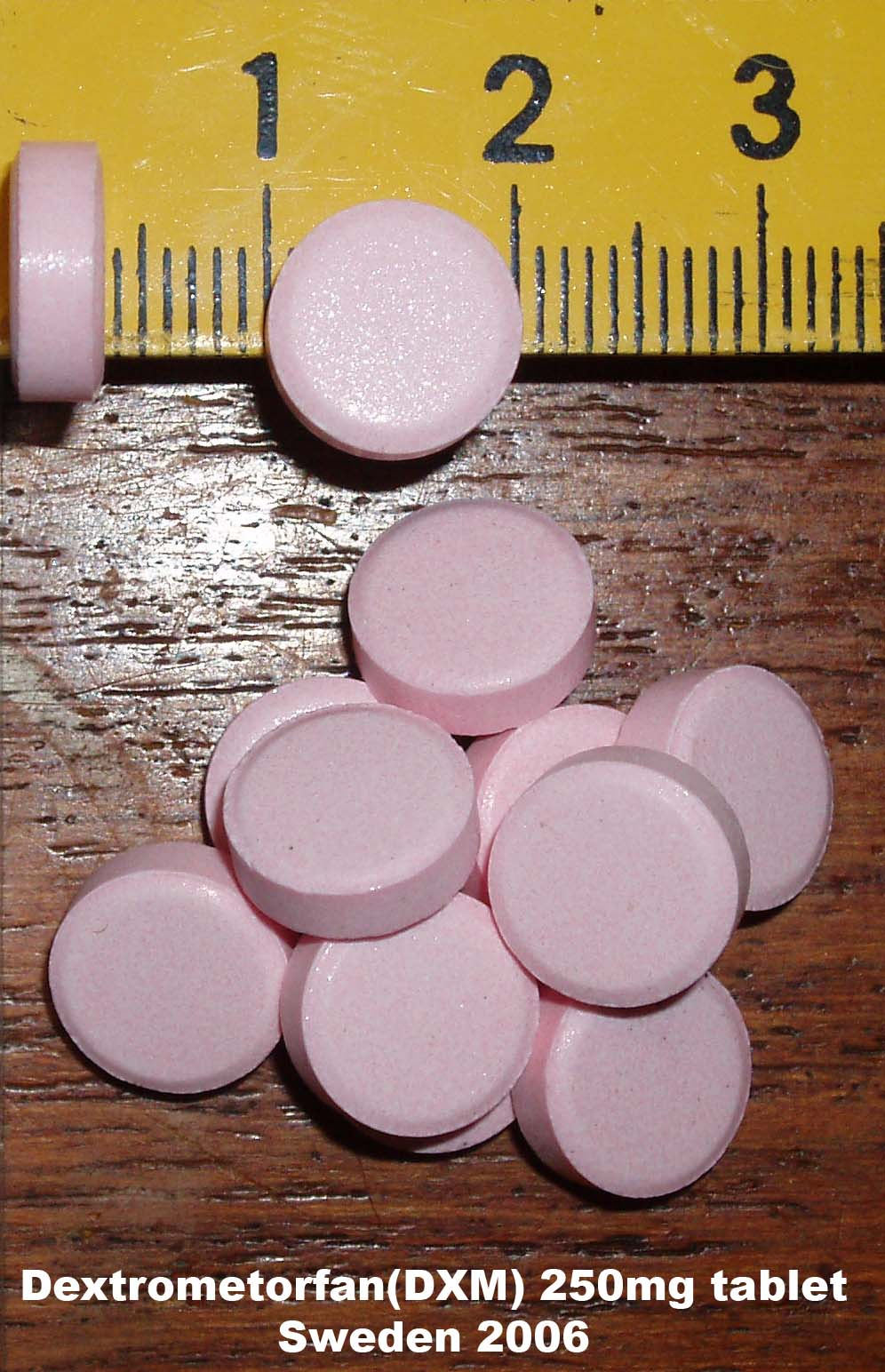
Шведський препарат Dextrometorfan DXM 250 в таблетках
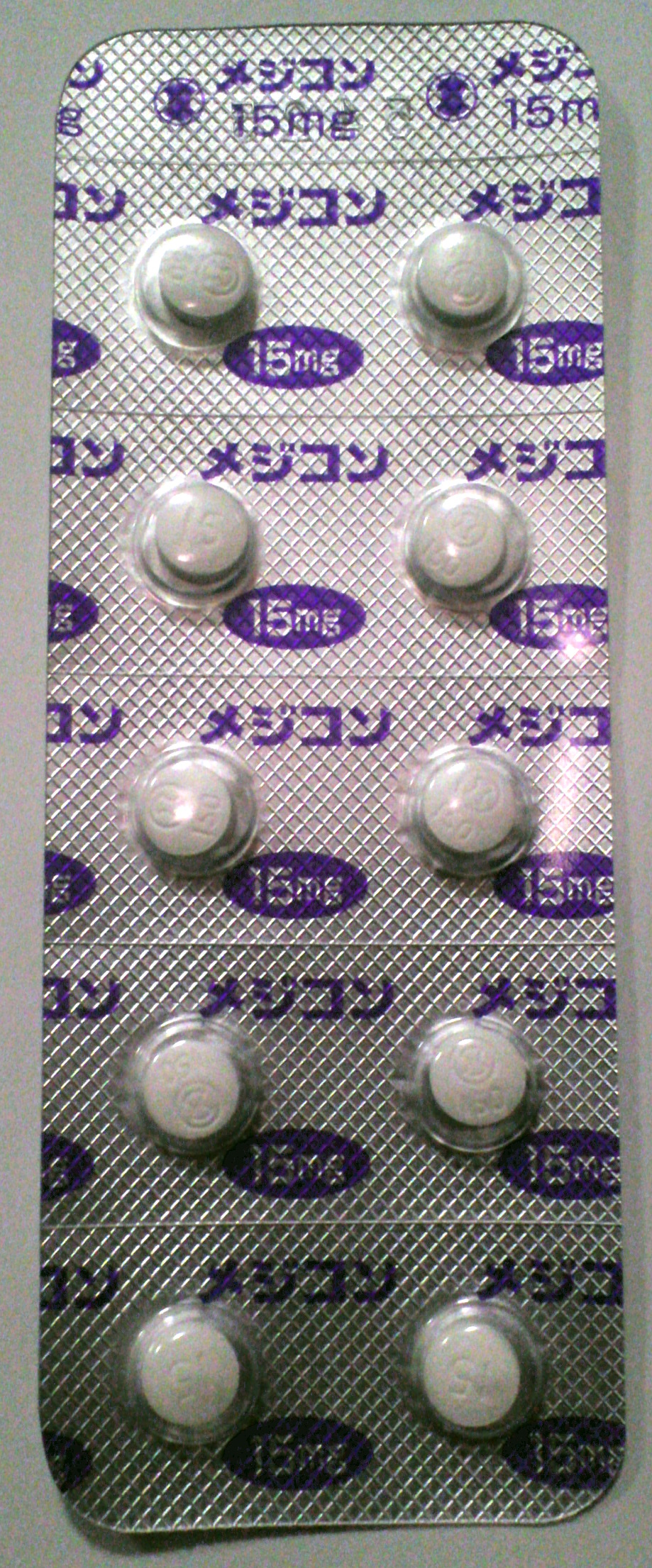
Японський препарат 10 "Medicon" (15 mg гідробромід дектрометорфану) в блістері

Декстрометорфан випускається у вигляді таблеток і желатинових капсул по 0,0075 і 0,015 г; льодяників по 5 і 10 мг; розчину, суспензії та сиропу для перорального застосування; та комбінованих препаратів з парацетамолом, терпінгідратом, левоментолом, гвайфенезином, прометазином, карбіноксаміном, фенілефрином, доксиламіном і бромфеніраміном.

## Немедичне застосування

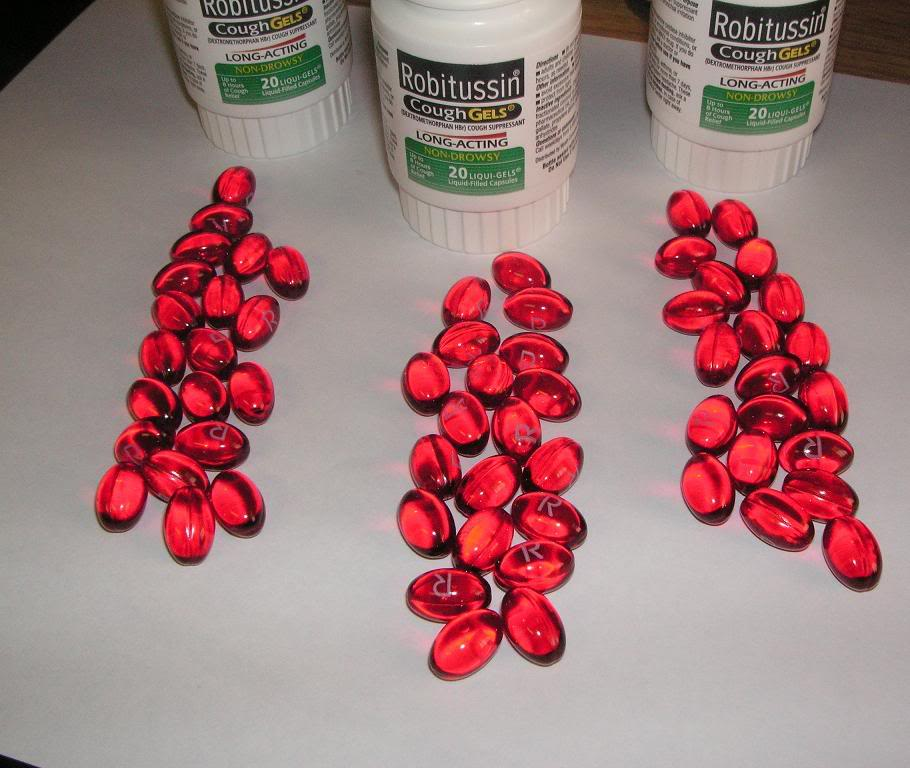
Декстрометорфан у капсулах

Декстрометорфан спричинює появу ейфорії, галюцинацій, а також втрату сприйняття власної особи, часу і простору, тому часто застосовується з немедичною метою для отримання наркотичного сп'яніння як рекреаційний наркотик. Щоправда, нерідко при немедичному застосуванні препарату спостерігаються важкі побічні ефекти, зокрема галюцинації, параноїдний синдром, нудота, блювання, виражена загальна слабкість, загострення гастриту або виразкової хвороби, депресія, енцефалопатія, соціопатія, панкреатит, токсичний гепатит.